# Rudolf Jonas (Aquarianer)
Rudolf Jonas (* 23. Juli 1907; † 23. Januar 1991 in Stralsund) war ein deutscher Meeresaquaristiker.
Jonas lernte den Beruf des Schlossers. Nach Ende des Zweiten Weltkriegs kam er aus Liberec (damals Reichenberg) nach Stralsund, wo er zunächst als technischer Mitarbeiter an der Seite Otto Dibbelts das dortige Naturkundemuseum (heute: Deutsches Meeresmuseum) mit aufbaute.
Der Autodidakt wurde Leiter des Aquariums im Naturkundemuseum. Er nahm persönlich an zahlreichen Fahrten teil, auf denen Meerestiere für die Stralsunder Aquarien gefangen wurden. 1956 entwickelte er mit dem damaligen Museumsdirektor Sonnfried Streicher das Konzept für ein Seewasseraquarium, welches 1957 als erstes (und einziges) seiner Art in der damaligen DDR eröffnet wurde. Seine umfassenden Kenntnisse der Meeresfauna und Arten sowie seine aquarischen Erfahrungen machten ihn zu einem anerkannten Experten der Meerwasseraquaristik, auch über die Grenzen der DDR hinaus.
Rudolf Jonas starb 1991 im Alter von 83 Jahren in Stralsund.